# Bublinová síť

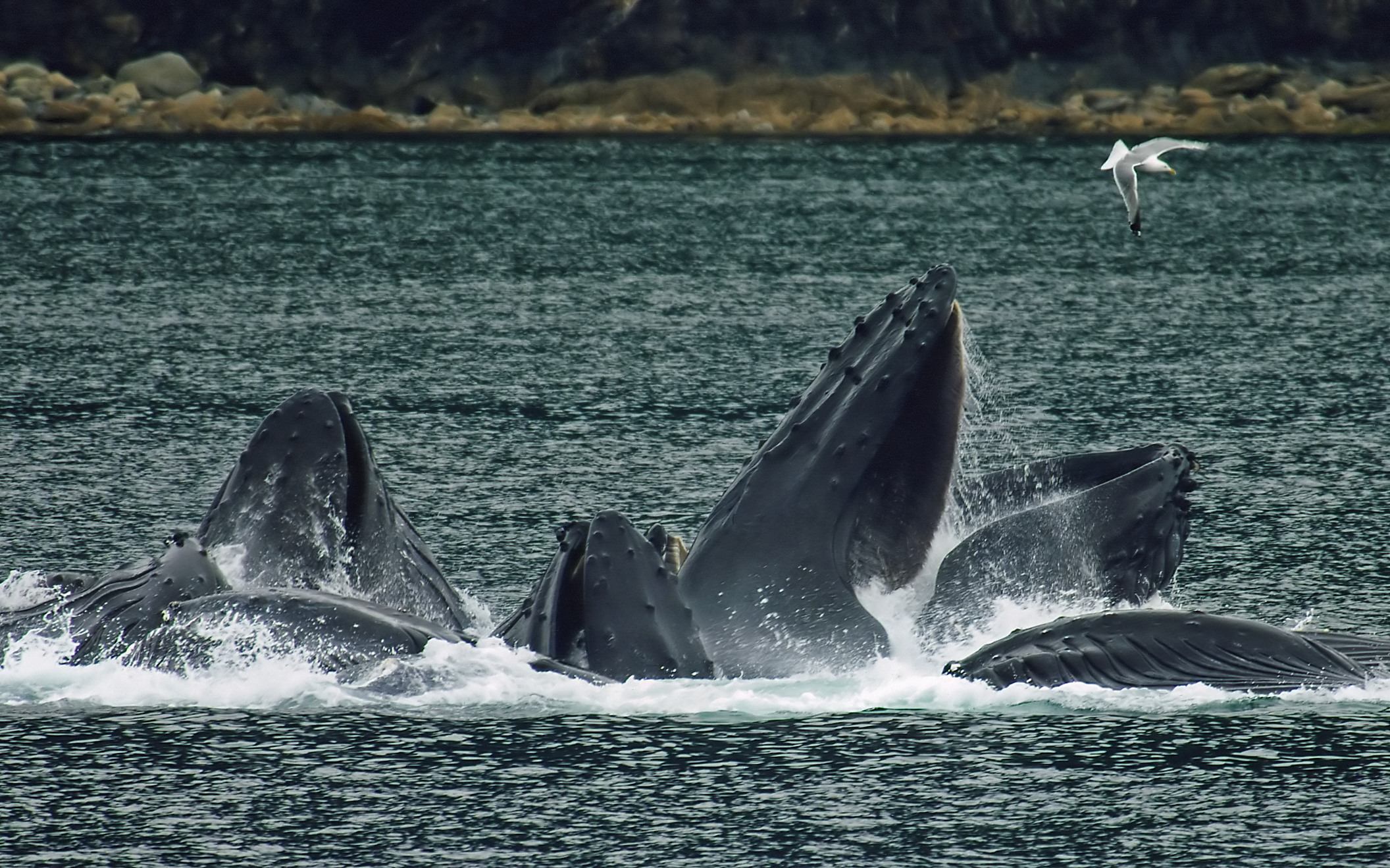
Skupina 15 keporkaků při chytání kořisti pomocí bublinové sítě (Juneau, Aljaška)

Bublinová síť je lovící technika, kterou využívají keporkaci a plejtváci Brydeovi. Nejlépe je tato technika prozkoumaná u keporkaků. Princip metody lovu pomocí bublinové sítě spočívá v tom, že skupina keporkaků podpluje hejno ryb a začne pod nimi kroužit a vytvářet bubliny, čímž vytvoří stěnu z bublin tvarem připomínající dutý válec, který může mít průměr až 30 m. Uvnitř tohoto válce, kde nedochází k výskytu bublin, jsou polapeny ryby. Keporkaci postupně stoupají vzhůru, čímž vytlačují kořist k hladině. Ve vhodném momentě jeden z keporkaků vydá zvukový signál ke chňapnutí kořisti, načež keporkaci synchronizovaně rozevřou své tlamy a najednou je vystrčí nad hladinou a chňapnou po kořisti. Není zcela jasné, jakým způsobem funguje zachycení kořisti uvnitř válce z bublin, tzn. proč kořist z vnitřku válce jednoduše neodpluje. Podle jedné z teorií bubliny působí jako jakási zvukově nepropustná zeď. Keporkaci vně válce vydávají natolik hlasité zvuky, že je násobně menší ryby nemohou vydržet, takže jsou zachyceny uvnitř.
I když se jedná převážně o skupinovou formu lovu, keporkaci mohou vytvářet bublinové sítě i samostatně. V případě skupinového lovu používají ke vzájemné koordinaci vokalizaci. Nejedná se o instinktivní metodu chytání kořisti, keporkaci si ji předávají sociálně z generace na generaci a ne každá skupina keporkaků umí bublinovou síť využívat. Lov pomocí bublinové sítě byl zdokumentován u keporkaků jak ze severní, tak z jižní polokoule.
Technika bublinové sítě může mít řadu variací; keporkakové někdy tvoří z bublin jen částečnou bariéru ve tvaru půlměsíce nebo vytvoří několik bublinových sloupů kolem kořisti. Častý je tzv. bublinový mrak, čili jeden velký shluk bublin. Studie keporkaků z Mainského zálivu identifikovala dva základní typy formování bublinové sítě, a sice pomocí stoupajících spirálovitých pohybů a přes pohyby ve dvojitém kruhu. Keporkaci nemusí lovit jen touto technikou; během výzkumu jejich potravního chování v severozápadním Atlantiku používali bubliny při lovu zhruba v polovině případů.

Galerie keporkaků při chytání kořisti pomocí bublinové sítě
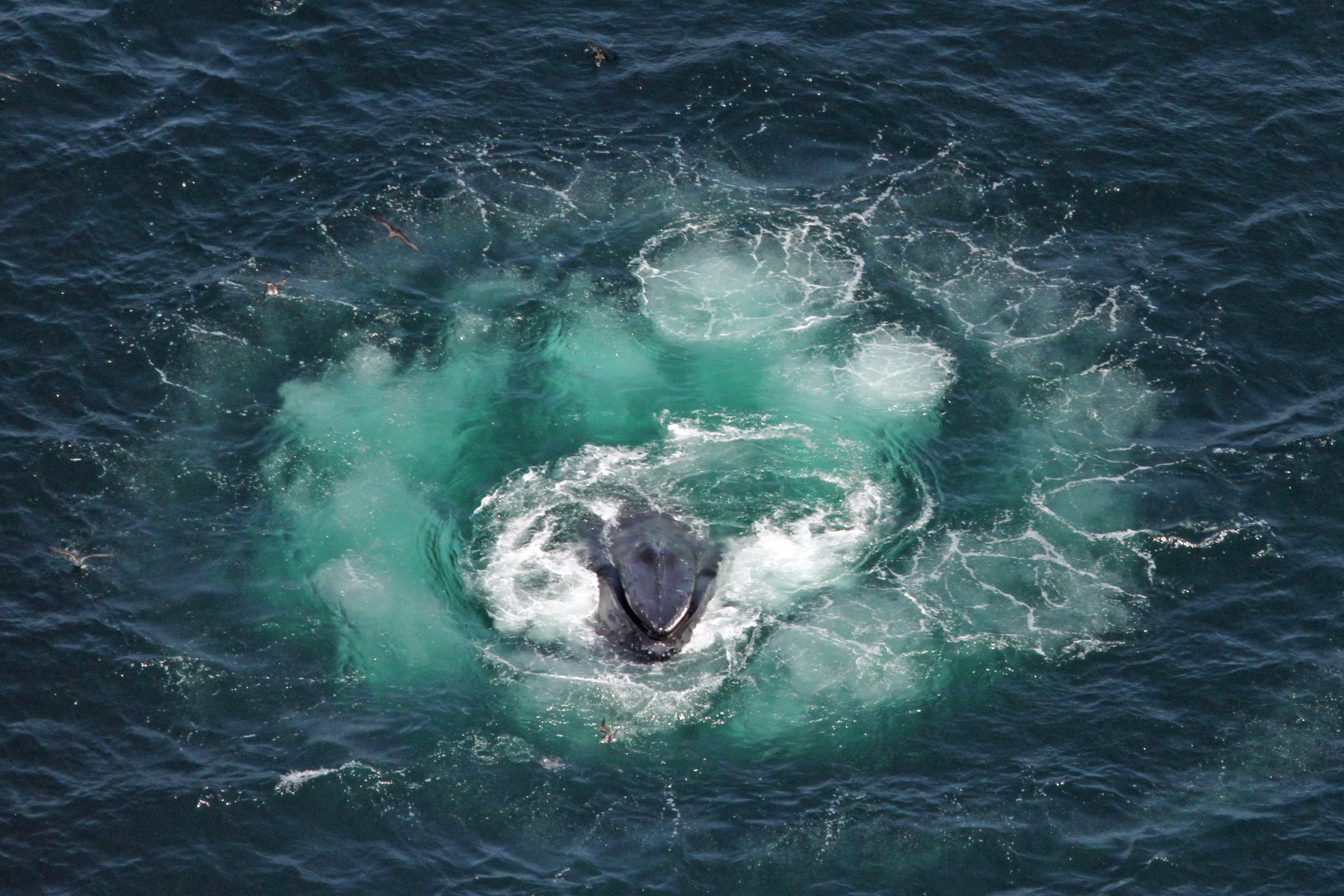
Keporkak při vynoření uprostřed bublinové sítě
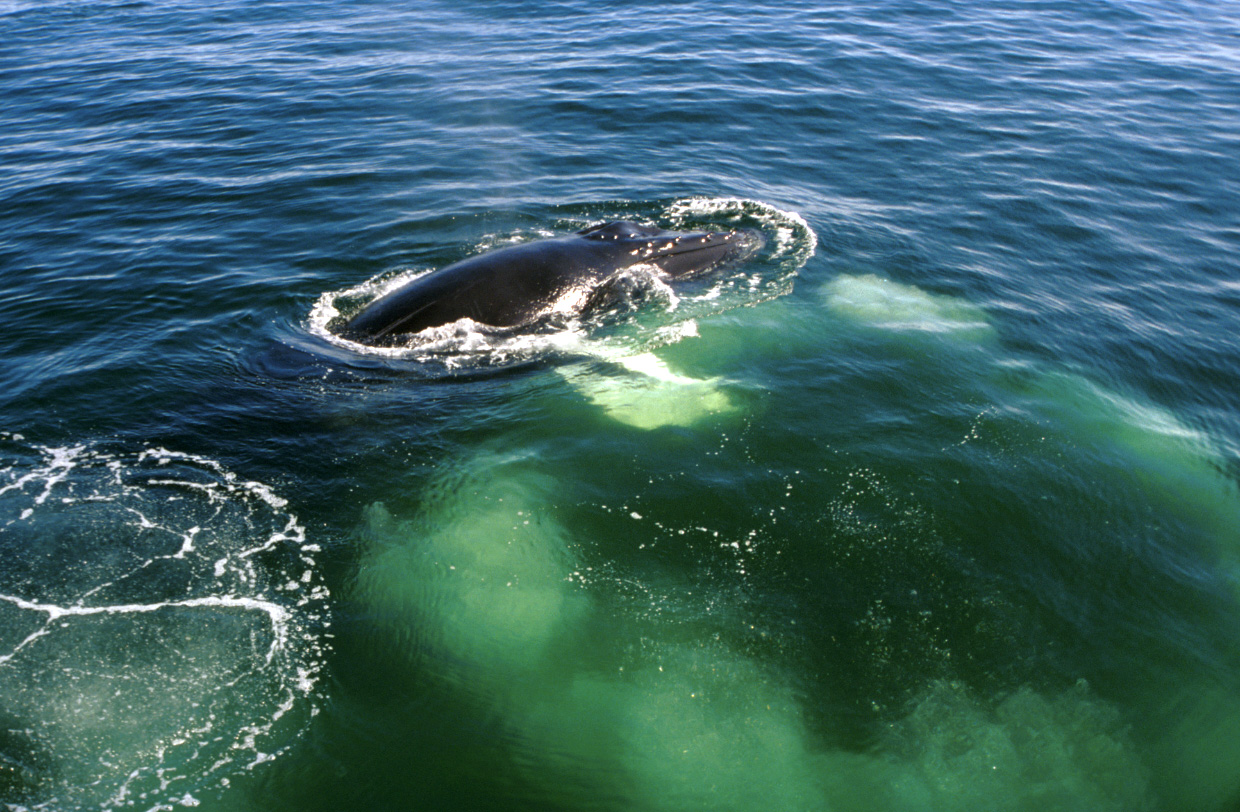
Keporkak při hladině nad bublinovou sítí
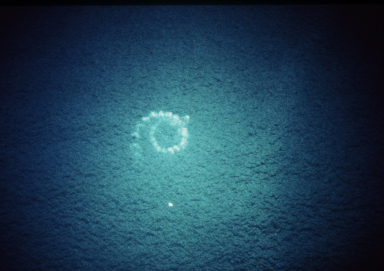
Spirálovitá verze bublinové sítě z ptačího pohledu
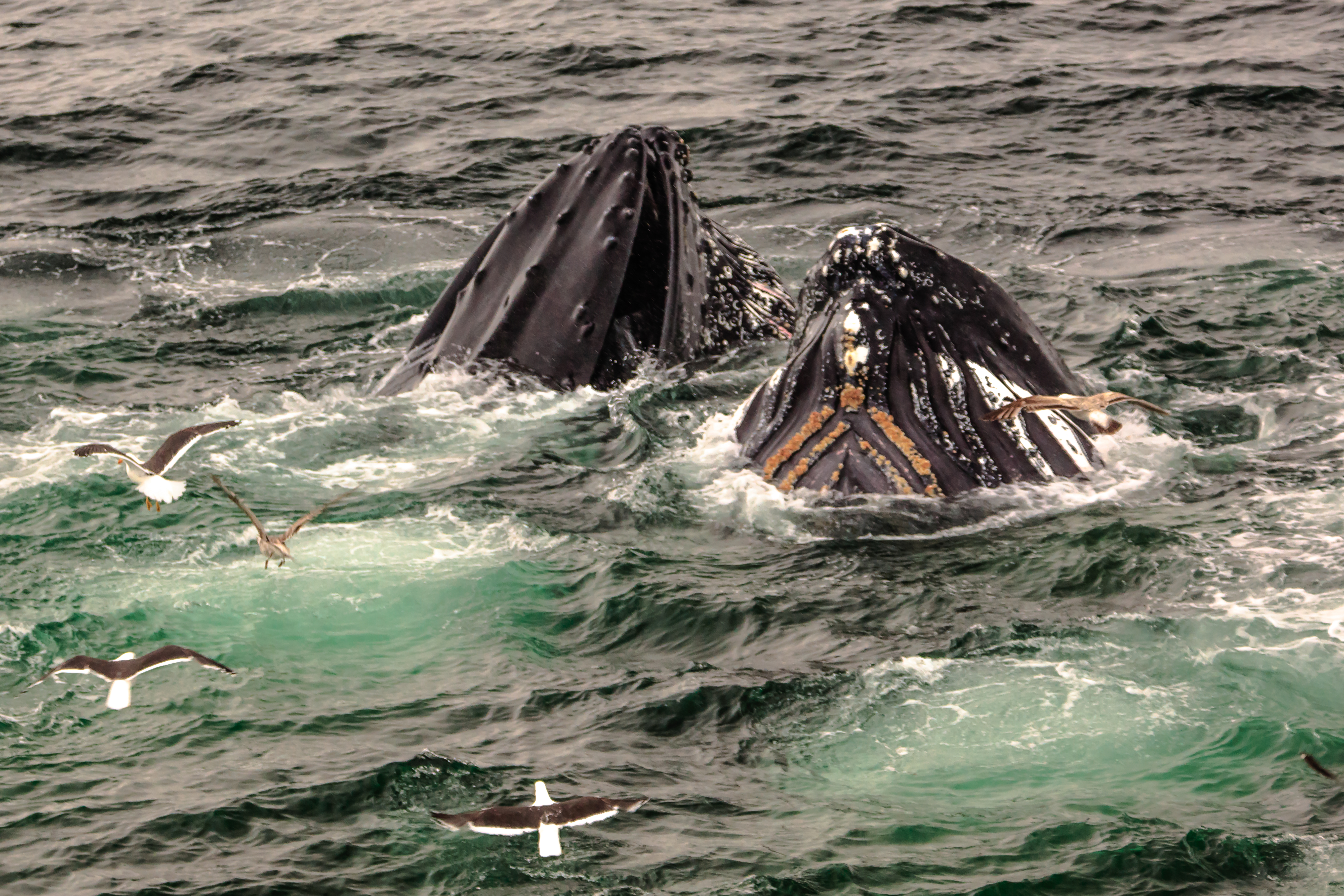
Konečky keporkačích tlam při krmení u Antarktidy